# Jaki Graham

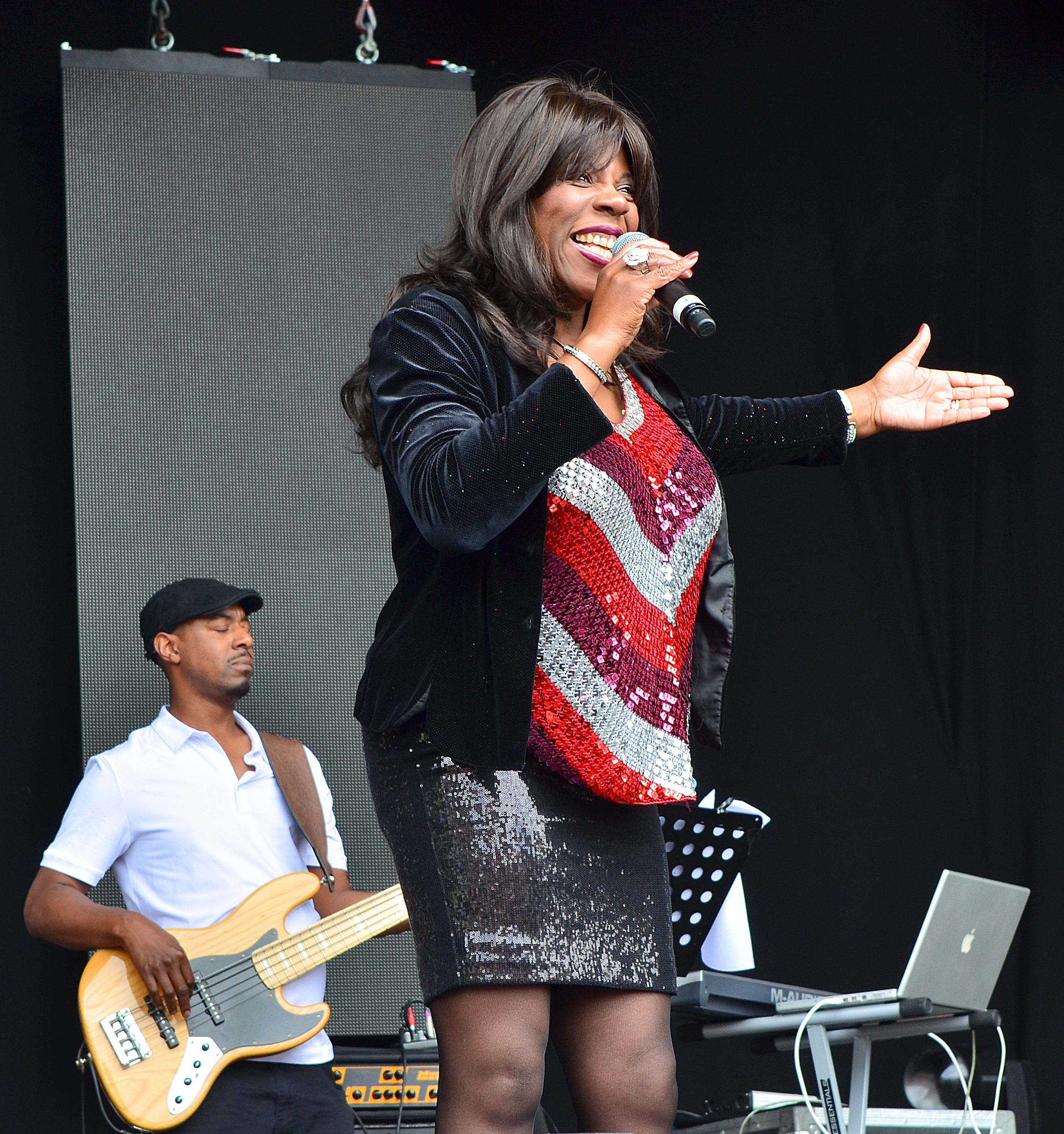
Jaki Graham (2014)

Jaki Graham (* 15. September 1956 in Birmingham) ist eine britische Soulsängerin. Zwischen 1984 und 1995 hatte sie zahlreiche Hitsingles in den UK-Charts. Round and Around und Set Me Free konnten sich 1985 bzw. 1986 auch in der deutschen Hitparade platzieren.

## Biografie
Jaki Grahams Eltern kamen aus Jamaika und zogen in den 1950er Jahren nach Handsworth, Birmingham, wo Jaki geboren wurde und aufwuchs. Mit 15 Jahren lernte sie Tony Ormsby, den Bruder des Fußballers Brendon Ormsby, kennen, der 1976 ihr Ehemann werden sollte.
Grahams erste Band hieß One Night Affair. Danach war sie auch Mitglied der SRO Band und bei Ferrari. Nach Aufnahmen mit einer Jazz-Funk-Gruppe namens Medium Wave Band wurde sie von einem Talentscout entdeckt. So kam es 1983 zu einem Plattenvertrag bei EMI und es folgte die Single Heaven Knows vom gleichnamigen Debütalbum, das von Derek Bramble produziert wurde. Die zweite Single hieß What’s the Name of Your Game? und ermöglichte den ersten Fernsehauftritt in der Sendung Crackerjack.
Bis 1986 folgten mehrere Hits in den britischen Singlecharts, darunter Could It Be I’m Falling in Love? und Mated, zwei Duette mit David Grant. Das war ein Guinness-Weltrekord für die erste schwarze britische Sängerin mit sechs aufeinander folgenden Top-20-Hits. Als Michael McDonald für seine UK-Tournee eine Duettpartnerin für seinen Hit On My Own suchte, entschied er sich für Jaki Graham. Daraus entwickelte sich eine bis heute anhaltende Freundschaft.
In den 1990er Jahren war Graham besonders in Japan erfolgreich. Von ihrem Album Real Life verkaufte sie 800.000 Exemplare in weniger als vier Wochen, ihre dazugehörige Tournee war in 20 Minuten ausverkauft. Aber auch in den USA stellte sich Erfolg ein, als Ain’t Nobody Platz 1 der Billboard Dance Charts erreichte. In Australien und Japan gab es für die Coverversion des Chaka-Khan-Hits eine Goldene Schallplatte.
1992 gründete Graham zusammen mit Paul Hardcastle das Duo Kiss the Sky. Der Titel Living for You, der Samples von Minnie Ripertons Loving You enthielt, war die einzige erwähnenswerte Veröffentlichung der zwei Künstler.

## Diskografie

### Alben
| Jahr | Titel         | Höchstplatzierung, Gesamtwochen, AuszeichnungChartsChartplatzierungen (Jahr, Titel, Platzierungen, Wochen, Auszeichnungen, Anmerkungen) | Anmerkungen                                                   |
| Jahr | Titel         | UK | Anmerkungen                                                   |
| ---- | ------------- | --- | ------------------------------------------------------------- |
| 1985 | Heaven Knows  | UK48 (5 Wo.)UK | Erstveröffentlichung: September 1985 Produzent: Derek Bramble |
| 1986 | Breaking Away | UK25 Silber · (5 Wo.)UK | Erstveröffentlichung: September 1986 Produzent: Derek Bramble |

Weitere Alben
- 1989: From Now On
- 1994: Real Life
- 1995: Hold On
- 1996: Rhythm of Life
- 1997: Don’t Keep Me Waiting
- 1998: My Life

### Kompilationen
- 1996: The Very Best (mit David Grant)
- 2004: The Best Of (mit David Grant und Linx)
- 2007: Just the Two of Us (12 MPEG-4-Files)
- 2010: Absolute Essentials – The Very Best Of (2 CDs)

### Singles
| Jahr | Titel Album                                  | Höchstplatzierung, Gesamtwochen, AuszeichnungChartplatzierungen (Jahr, Titel, Album, Platzierungen, Wochen, Auszeichnungen, Anmerkungen) | Höchstplatzierung, Gesamtwochen, AuszeichnungChartplatzierungen (Jahr, Titel, Album, Platzierungen, Wochen, Auszeichnungen, Anmerkungen) | Höchstplatzierung, Gesamtwochen, AuszeichnungChartplatzierungen (Jahr, Titel, Album, Platzierungen, Wochen, Auszeichnungen, Anmerkungen) | Höchstplatzierung, Gesamtwochen, AuszeichnungChartplatzierungen (Jahr, Titel, Album, Platzierungen, Wochen, Auszeichnungen, Anmerkungen) | Höchstplatzierung, Gesamtwochen, AuszeichnungChartplatzierungen (Jahr, Titel, Album, Platzierungen, Wochen, Auszeichnungen, Anmerkungen) | Anmerkungen |
| Jahr | Titel Album                                  | DE | CH | UK | R&B | Dance | Anmerkungen |
| ---- | -------------------------------------------- | --- | --- | --- | --- | --- | --- |
| 1984 | Heaven Knows (Feels so Good) Heaven Knows    | — | — | UK59 (8 Wo.)UK | — | — | Erstveröffentlichung: Juli 1984 Autor: Derek Bramble                                                                |
| 1985 | Could It Be I’m Falling in Love Heaven Knows | — | — | UK5 (12 Wo.)UK | R&B60 (8 Wo.)R&B | — | Erstveröffentlichung: März 1985; mit David Grant Autoren: Marvin Steals, Melvin Steals Original: The Spinners, 1972 |
| 1985 | Round and Around Heaven Knows                | DE23 (8 Wo.)DE | — | UK9 (11 Wo.)UK | R&B85 (3 Wo.)R&B | — | Erstveröffentlichung: Juni 1985 Autor: Derek Bramble                                                                |
| 1985 | Mated Breaking Away                          | — | — | UK20 (11 Wo.)UK | — | — | Erstveröffentlichung: November 1985; mit David Grant Autor: Todd Rundgren Original: Utopia, 1985                    |
| 1986 | Set Me Free Breaking Away                    | DE47 (11 Wo.)DE | CH11 (10 Wo.)CH | UK7 (13 Wo.)UK | — | Dance15 (11 Wo.)Dance | Erstveröffentlichung: April 1986 Autor: Derek Bramble                                                               |
| 1986 | Breaking Away                                | — | — | UK16 (8 Wo.)UK | — | — | Erstveröffentlichung: August 1986 Autor: Derek Bramble                                                              |
| 1986 | Step Right Up Breaking Away                  | — | — | UK15 (13 Wo.)UK | — | — | Erstveröffentlichung: November 1986 Autor: Derek Bramble                                                            |
| 1987 | Still in Love Breaking Away                  | — | — | UK83 (2 Wo.)UK | — | — | Erstveröffentlichung: Februar 1987 Autor: Derek Bramble                                                             |
| 1988 | No More Tears –                              | — | — | UK60 (3 Wo.)UK | — | — | Erstveröffentlichung: Juni 1988 Autoren: Derek Bramble, Jimmy Scott                                                 |
| 1989 | From Now On                                  | — | — | UK73 (3 Wo.)UK | R&B88 (4 Wo.)R&B | — | Erstveröffentlichung: Juni 1989 Autoren: David Gamson, Porter Carroll                                               |
| 1989 | The Better Part of Me From Now On            | — | — | UK79 (3 Wo.)UK | — | — | Erstveröffentlichung: August 1989 Autoren: Derek Bramble, Jimmy Scott                                               |
| 1990 | Every Little Bit Hurts From Now On           | — | — | — | R&B79 (5 Wo.)R&B | — | Erstveröffentlichung: Januar 1990 Autor: Ed Cobb Original: Brenda Holloway, 1964                                    |
| 1994 | Ain’t Nobody Real Life                       | — | — | UK44 (2 Wo.)UK | — | Dance1 (12 Wo.)Dance | Erstveröffentlichung: Juli 1994 Autor: David J. „Hawk“ Wolinski Original: Rufus & Chaka Khan, 1983                  |
| 1995 | You Can Count on Me Real Life                | — | — | UK62 (2 Wo.)UK | — | — | Erstveröffentlichung: Januar 1995 Autoren: Marcella French, Rod Gammons, Toby Baker                                 |
| 1995 | Absolute E-Sensual Real Life                 | — | — | UK69 (1 Wo.)UK | — | Dance3 (13 Wo.)Dance | Erstveröffentlichung: Juni 1995 Autoren: Rod Gammons, Andrew Klippel, Toby Baker, Matt Nelmes                       |

Weitere Singles
| - 1984: What’s the Name of Your Game - 1984: Once More with the Feeling - 1985: Have Yourself a Merry Little Christmas (mit David Grant) - 1986: The Megamix - 1989: Watching You, Watching Me (mit David Grant) - 1991: Touch Me (When We’re Dancing) - 1992: Band of Gold - 1995: Style - 1995: Heaven - 1995: Hold On - 1995: Christmas Song | - 1996: The Only Love - 1996: You’re One Desire - 1996: Seek & You Will Find - 1997: Don’t Keep Me Waiting - 1997: Walking on Water - 1997: You and I - 1998: The Look of Love - 1998: I Wish (mit Mariko Ide) - 1999: Lovely Place (mit Charlotte Roel) - 2005: Superstition |

### Videoalben
- 1986: Set Free